# Barbican pie
Tricholaema leucomelas
Espèce
Statut de conservation UICN

 LC  : Préoccupation mineure
Le Barbican pie (Tricholaema leucomelas) est une espèce d'oiseaux de la famille des Lybiidae.

## Répartition
L'aire de répartition de cet oiseau s'étend sur l'Angola, la Zambie, le Zimbabwe, le Botswana, la Namibie, le Lesotho, l'Afrique du Sud, le Swaziland et le Mozambique.

## Sous-espèces
Cet oiseau est représenté par trois sous-espèces :
- Tricholaema leucomelas affinis (Shelley, 1880) ;
- Tricholaema leucomelas centralis (Roberts, 1932) ;
- Tricholaema leucomelas leucomelas (Boddaert, 1783).